# SLC35D1
SLC35D1 (англ. Solute carrier family 35 member D1) – білок, який кодується однойменним геном, розташованим у людей на 1-й хромосомі. Довжина поліпептидного ланцюга білка становить 355 амінокислот, а молекулярна маса — 39 240.
| 10         |  | 20         |  | 30         |  | 40         |  | 50         |
| ---------- |  | ---------- |  | ---------- |  | ---------- |  | ---------- |
| MAEVHRRQHA |  | RVKGEAPAKS |  | STLRDEEELG |  | MASAETLTVF |  | LKLLAAGFYG |
| VSSFLIVVVN |  | KSVLTNYRFP |  | SSLCVGLGQM |  | VATVAVLWVG |  | KALRVVKFPD |
| LDRNVPRKTF |  | PLPLLYFGNQ |  | ITGLFSTKKL |  | NLPMFTVLRR |  | FSILFTMFAE |
| GVLLKKTFSW |  | GIKMTVFAMI |  | IGAFVAASSD |  | LAFDLEGYAF |  | ILINDVLTAA |
| NGAYVKQKLD |  | SKELGKYGLL |  | YYNALFMILP |  | TLAIAYFTGD |  | AQKAVEFEGW |
| ADTLFLLQFT |  | LSCVMGFILM |  | YATVLCTQYN |  | SALTTTIVGC |  | IKNILITYIG |
| MVFGGDYIFT |  | WTNFIGLNIS |  | IAGSLVYSYI |  | TFTEEQLSKQ |  | SEANNKLDIK |
| GKGAV      |  |            |  |            |  |            |  |            |

A: Аланін

C: Цистеїн

D: Аспарагінова кислота

E: Глутамінова кислота

F: Фенілаланін

G: Гліцин

H: Гістидин

I: Ізолейцин

K: Лізин

L: Лейцин

M: Метіонін

N: Аспарагін

P: Пролін

Q: Глутамін

R: Аргінін

S: Серин

T: Треонін

V: Валін

W: Триптофан

Задіяний у таких біологічних процесах, як транспорт, альтернативний сплайсинг. 
Локалізований у мембрані, ендоплазматичному ретикулумі.